# Um Leão
Um Leão é uma canção da cantora de rock brasileira Pitty, lançado como primeiro single promocional do DVD Pela Fresta e terceiro single oficial do álbum SETEVIDAS. O single serve para divulgação do novo DVD da cantora, lançado em 24 de março de 2015.

## Videoclipe
O videoclipe da música faz parte do DVD Pela Fresta, lançado em 24 de março de 2015. A cantora divulgou um trecho do vídeo em preto e branco, dirigido por Ricardo Spencer, nas redes sociais ("um rádio toca-fitas, as mãos, os pés e o olho da cantora e a mesma dançando em todo o vídeo"). O material foi liberado nas redes sociais três dias depois.

## Alinhamento de faixas
| Download digital |           |                |              |         |  |
| N.º              | Título    | Compositor(es) | Produtor(es) | Duração |  |
| 1.               | "Um Leão" | Pitty          | Pitty        | 3:35    |  |